# Чишминский район
Чишми́нский райо́н (баш. Шишмә районы) — административно-территориальная единица (район) и муниципальное образование (муниципальный район) в её границах под наименованием муниципальный район Чишминский район (баш. Шишмә районы муниципаль районы) в составе Республики Башкортостан Российской Федерации.
Административный центр — посёлок городского типа Чишмы.

## География
Район расположен в центральной части Башкортостана. Территория района находится в пределах Прибельской увалисто-волнистой равнины. Климат умеренно континентальный, тёплый, умеренно влажный. Гидрографическая сеть представлена реками Дёма, Уршак, Кармасан, Чермасан, Уза и их притоками. Озёр насчитывается около 250 с общей площадью 1000 га. Преобладают озёра-старицы и заливные. Растительный покров представлен широколиственными смешанными лесами из липы, клёна, дуба, берёзы, осины. Почвы выщелоченные, карбонатные и обыкновенные чернозёмы, серые лесные. Полезные ископаемые месторождениями нефти, попутного газа, песчано-гравийной смеси, агрономических руд. По территории района проходит железная дорога Москва — Челябинск, Федеральная автомобильная дорога М-5 «Урал».

## История
История края корнями уходит в Средневековье, когда в XIII—XV веках сильное и сплочённое башкирское племя мин разместилось в этих краях вдоль реки Дёмы. Позднее на эти земли пришли татары-мишари, которые получили землю за подавление башкирских восстаний, присланные для проживания и охраны границ Российской империи, мордва из Пензенской губернии, русские, украинцы после присоединения Башкирии к России.
Край помнит Тура-хана и Хусейн-бека, которым построены мавзолеи (мавзолей Тура-хана, мавзолей Хусейн-бека) рядом с посёлком Чишмы.
Через эти земли проходила в конце XIV века армия Тамерлана. В XVIII веке полковник Михельсон шёл через Чишмы на Пугачёва. В 1920 году М. В. Фрунзе выбивал белых со станции Чишмы.
Историческую ценность представляет мусульманское кладбище в деревне Калмашево, где сохранились захоронения XVIII века. В деревне Барсуанбашево сохранилась мечеть 1724 года постройки. В деревне Енгалышево сохранилась земская школа, построенная в начале XX века купцом Манаевым.

## Население
| 1939    | 1959    | 1970    | 1979    | 1989    | 2002    | 2008    | 2009    | 2010    |
| ------- | ------- | ------- | ------- | ------- | ------- | ------- | ------- | ------- |
| 64 973  | ↘52 185 | ↗53 562 | ↘47 819 | ↘45 437 | ↗52 663 | ↗52 834 | ↗52 902 | ↘52 344 |
| 2012    | 2013    | 2014    | 2015    | 2016    | 2017    | 2018    | 2019    | 2021    |
| ↘52 202 | ↗52 538 | ↗52 834 | ↗53 071 | ↘52 733 | ↘52 607 | ↗54 179 | ↘52 325 | ↘51 295 |

Согласно прогнозу Минэкономразвития России, численность населения будет составлять:
- 2024 — 52,83 тыс. чел.
- 2035 — 51,89 тыс. чел.

### Урбанизация
В городских условиях (рабочий посёлок Чишмы) проживают 44.05 % населения района.

### Национальный состав
Согласно Всероссийской переписи населения 2010 года: татары — 55 %, русские — 20,2 %, башкиры — 18,7 %, украинцы — 2,5 %, мордва-эрзяне — 1,5 %, лица других национальностей — 2,1 %.
По итогам переписи населения 2020 года проживали следующие национальности (национальности менее 0,1 % и другое см. в сноске к строке «Другие»):
| Национальность | Численность, чел. | Доля     |
| -------------- | ----------------- | -------- |
| Татары         | 25 548            | 49,81 %  |
| Русские        | 12 468            | 24,31 %  |
| Башкиры        | 10 916            | 21,28 %  |
| Мордва         | 502               | 0,98 %   |
| Украинцы       | 403               | 0,79 %   |
| Узбеки         | 202               | 0,39 %   |
| Армяне         | 171               | 0,33 %   |
| Чуваши         | 135               | 0,26 %   |
| Таджики        | 92                | 0,18 %   |
| Азербайджанцы  | 65                | 0,13 %   |
| Другие         | 793               | 1,54 %   |
| Итого          | 51 295            | 100,00 % |

### Языковой состав
Согласно Всероссийской переписи населения 2010 года родными языками населения являлись:
татарский — 53 %, русский — 27,7 %, башкирский — 15,2 %, мордовский — 1,1 %.
Согласно Всероссийской переписи населения 2020 года родными языками населения являлись: татарский — 48,2 %, русский — 28,6 %, башкирский — 19,8 %.

## Административное деление
В Чишминский район как административно-территориальную единицу республики входит 1 посёлок городского типа (рабочий посёлок) и 15 сельсоветов.
В одноимённый муниципальный район в рамках местного самоуправления входит 16 муниципальных образований, в том числе 1 городское поселение и 15 сельских поселений.
| №        | Муниципальное образование | Административный центр | Количество населённых пунктов | Население (чел.) | Площадь (км²) |
| -------- | ------------------------- | ---------------------- | ----------------------------- | ---------------- | ------------- |
| 1e-06    | Городское поселение       |                        |                               |                  |               |
| 1        | Чишминский поссовет       | рабочий посёлок Чишмы  | 1                             | ↗23 518          | 33,67         |
| 1.000002 | Сельские поселения        |                        |                               |                  |               |
| 2        | Алкинский сельсовет       | село Узытамак          | 14                            | ↗3045            | 100,31        |
| 3        | Аровский сельсовет        | деревня Арово          | 7                             | ↗1635            | 128,61        |
| 4        | Арслановский сельсовет    | село Арсланово         | 5                             | ↗1636            | 141,15        |
| 5        | Дмитриевский сельсовет    | деревня Дмитриевка     | 4                             | ↘540             | 66,60         |
| 6        | Дурасовский сельсовет     | село Дурасово          | 8                             | ↘1117            | 124,74        |
| 7        | Енгалышевский сельсовет   | село Енгалышево        | 6                             | ↗881             | 75,65         |
| 8        | Еремеевский сельсовет     | село Еремеево          | 7                             | ↗2152            | 148,42        |
| 9        | Ибрагимовский сельсовет   | село Ибрагимово        | 6                             | ↗1358            | 118,37        |
| 10       | Кара-Якуповский сельсовет | село Кара-Якупово      | 4                             | ↗1534            | 64,29         |
| 11       | Лесной сельсовет          | село Алкино-2          | 1                             | ↘5368            | 12,27         |
| 12       | Новотроицкий сельсовет    | село Новотроицкое      | 10                            | ↗1464            | 170,33        |
| 13       | Сафаровский сельсовет     | село Сафарово          | 5                             | ↗1540            | 124,62        |
| 14       | Чишминский сельсовет      | село Чишмы             | 6                             | ↘2248            | 96,60         |
| 15       | Чувалкиповский сельсовет  | село Чувалкипово       | 7                             | ↗1538            | 175,30        |
| 16       | Шингак-Кульский сельсовет | село Шингак-Куль       | 13                            | ↘4605            | 242,84        |

### Населённые пункты
| №   | Населённый пункт   | Тип             | Население | Муниципальное образование |
| --- | ------------------ | --------------- | --------- | ------------------------- |
| 1   | Абраево            | деревня         | ↘320      | Чувалкиповский сельсовет  |
| 2   | Александровка      | деревня         | ↘29       | Новотроицкий сельсовет    |
| 3   | Алкино             | деревня         | ↘261      | Алкинский сельсовет       |
| 4   | Алкино-2           | село            | ↘3648     | Лесной сельсовет          |
| 5   | Альбеево           | деревня         | ↘198      | Дурасовский сельсовет     |
| 6   | Аминево            | село            | ↘442      | Арслановский сельсовет    |
| 7   | Арово              | деревня         | ↘594      | Аровский сельсовет        |
| 8   | Арсланово          | село            | ↘650      | Арслановский сельсовет    |
| 9   | Бабиково           | деревня         | ↘153      | Кара-Якуповский сельсовет |
| 10  | Балагушево         | село            | ↘241      | Енгалышевский сельсовет   |
| 11  | Барсуанбашево      | село            | ↘265      | Новотроицкий сельсовет    |
| 12  | Бахчи              | деревня         | ↗88       | Алкинский сельсовет       |
| 13  | Бикеево            | село            | ↘494      | Ибрагимовский сельсовет   |
| 14  | Биккулово          | деревня         | ↘120      | Дурасовский сельсовет     |
| 15  | Бильязы            | деревня         | ↘13       | Новотроицкий сельсовет    |
| 16  | Бишкази            | село            | ↘285      | Дмитриевский сельсовет    |
| 17  | Боголюбовка        | деревня         | ↘36       | Аровский сельсовет        |
| 18  | Богомоловка        | деревня         | ↗94       | Алкинский сельсовет       |
| 19  | Борискино          | деревня         | ↘101      | Енгалышевский сельсовет   |
| 20  | Бочкарёвка         | деревня         | ↘50       | Алкинский сельсовет       |
| 21  | Булякбашево        | деревня         | ↗161      | Дурасовский сельсовет     |
| 22  | Верхнехозятово     | деревня         | ↘91       | Шингак-Кульский сельсовет |
| 23  | Верхние Термы      | село            | ↘303      | Еремеевский сельсовет     |
| 24  | Верхний            | хутор           | ↘398      | Шингак-Кульский сельсовет |
| 25  | Вишневка           | деревня         | ↘73       | Ибрагимовский сельсовет   |
| 26  | Горный             | село            | ↗712      | Кара-Якуповский сельсовет |
| 27  | Дальний            | хутор           | ↘48       | Шингак-Кульский сельсовет |
| 28  | Дёма               | деревня         | ↗77       | Аровский сельсовет        |
| 29  | Дим                | деревня         | ↘32       | Дурасовский сельсовет     |
| 30  | Дмитриевка         | деревня         | ↘277      | Дмитриевский сельсовет    |
| 31  | Дмитриевка         | деревня         | ↘312      | Шингак-Кульский сельсовет |
| 32  | Дурасово           | село            | ↘368      | Дурасовский сельсовет     |
| 33  | Екатеринославка    | деревня         | ↘34       | Шингак-Кульский сельсовет |
| 34  | Енгалышево         | село            | ↘485      | Енгалышевский сельсовет   |
| 35  | Еремеево           | село            | ↘543      | Еремеевский сельсовет     |
| 36  | Заводянка          | деревня         | ↘91       | Алкинский сельсовет       |
| 37  | Зубово             | деревня         | ↗6        | Еремеевский сельсовет     |
| 38  | Ибрагимово         | село            | ↘344      | Ибрагимовский сельсовет   |
| 39  | Игнатовка          | деревня         | ↗364      | Чишминский сельсовет      |
| 40  | Илькашево          | село            | ↘210      | Алкинский сельсовет       |
| 41  | Ирек               | деревня         | ↘125      | Арслановский сельсовет    |
| 42  | Исаковка           | деревня         | ↘8        | Чишминский сельсовет      |
| 43  | Каветка            | деревня         | ↗30       | Еремеевский сельсовет     |
| 44  | Калмашево          | село            | ↘686      | Еремеевский сельсовет     |
| 45  | Карамалы           | деревня         | ↗71       | Сафаровский сельсовет     |
| 46  | Каран-Елга         | село            | ↘130      | Новотроицкий сельсовет    |
| 47  | Кара-Якупово       | село            | ↘513      | Кара-Якуповский сельсовет |
| 48  | Кахновка           | село            | ↘43       | Дмитриевский сельсовет    |
| 49  | Ключарёво          | деревня         | ↘70       | Алкинский сельсовет       |
| 50  | Кляшево            | село            | ↘560      | Аровский сельсовет        |
| 51  | Красный Октябрь    | деревня         | ↘13       | Дмитриевский сельсовет    |
| 52  | Кузьминка          | деревня         | ↘108      | Шингак-Кульский сельсовет |
| 53  | Кучумово           | деревня         | ↘116      | Чишминский сельсовет      |
| 54  | Кушкуак            | деревня         | ↘53       | Сафаровский сельсовет     |
| 55  | Кызылга            | село            | ↘61       | Чувалкиповский сельсовет  |
| 56  | Лентовка           | деревня         | ↘21       | Енгалышевский сельсовет   |
| 57  | Леонидовка         | деревня         | ↗48       | Арслановский сельсовет    |
| 58  | Ломоносово         | деревня         | ↗7        | Новотроицкий сельсовет    |
| 59  | Марусино           | деревня         | ↘8        | Аровский сельсовет        |
| 60  | Нижнехозятово      | деревня         | ↘246      | Чишминский сельсовет      |
| 61  | Нижние Термы       | деревня         | ↘331      | Еремеевский сельсовет     |
| 62  | Нижний             | хутор           | ↘188      | Шингак-Кульский сельсовет |
| 63  | Новая              | деревня         | ↘358      | Арслановский сельсовет    |
| 64  | Новоабдуллино      | деревня         | ↗108      | Кара-Якуповский сельсовет |
| 65  | Новокиевка         | село            | ↘17       | Чувалкиповский сельсовет  |
| 66  | Новомихайловка     | деревня         | ↘62       | Алкинский сельсовет       |
| 67  | Новомусино         | село            | ↘222      | Новотроицкий сельсовет    |
| 68  | Новосайраново      | деревня         | ↗24       | Новотроицкий сельсовет    |
| 69  | Новосафарово       | деревня         | ↗172      | Чишминский сельсовет      |
| 70  | Новотроицкое       | село            | ↘411      | Новотроицкий сельсовет    |
| 71  | Новоуптино         | деревня         | ↗33       | Новотроицкий сельсовет    |
| 72  | Новоусманово       | деревня         | ↘190      | Шингак-Кульский сельсовет |
| 73  | Новые Ябалаклы     | деревня         | ↗66       | Дурасовский сельсовет     |
| 74  | Новый Беркадак     | деревня         | ↗4        | Аровский сельсовет        |
| 75  | Пасяковка          | деревня         | ↘28       | Шингак-Кульский сельсовет |
| 76  | Пенза              | деревня         | →133      | Дурасовский сельсовет     |
| 77  | Первомайский       | деревня         | ↘374      | Ибрагимовский сельсовет   |
| 78  | Петряево           | село            | ↘255      | Ибрагимовский сельсовет   |
| 79  | Репьевка           | деревня         | ↘21       | Ибрагимовский сельсовет   |
| 80  | Романовка          | село            | ↗8        | Чувалкиповский сельсовет  |
| 81  | Сабурово           | деревня         | ↘43       | Енгалышевский сельсовет   |
| 82  | Сайраново          | село            | ↗379      | Новотроицкий сельсовет    |
| 83  | Салихово           | село            | ↘252      | Алкинский сельсовет       |
| 84  | санатория «Алкино» | село            | ↘432      | Алкинский сельсовет       |
| 85  | Санжаровка         | деревня         | ↘159      | Алкинский сельсовет       |
| 86  | Сафарово           | село            | ↘991      | Сафаровский сельсовет     |
| 87  | Семёновка          | деревня         | ↘44       | Енгалышевский сельсовет   |
| 88  | Слак               | деревня         | ↘111      | Еремеевский сельсовет     |
| 89  | Среднеусманово     | деревня         | ↘139      | Шингак-Кульский сельсовет |
| 90  | Среднехозятово     | деревня         | ↘202      | Шингак-Кульский сельсовет |
| 91  | Старомусино        | село            | ↗578      | Чувалкиповский сельсовет  |
| 92  | Теперишево         | село            | ↘437      | Чувалкиповский сельсовет  |
| 93  | Удряк              | деревня         | ↘431      | Сафаровский сельсовет     |
| 94  | Узытамак           | село            | ↘429      | Алкинский сельсовет       |
| 95  | Уразбахты          | село            | ↘452      | Алкинский сельсовет       |
| 96  | Черниговка         | село            | →115      | Аровский сельсовет        |
| 97  | Чишмы              | рабочий посёлок | ↘22 597   | Чишминский поссовет       |
| 98  | Чишмы              | село            | →1806     | Чишминский сельсовет      |
| 99  | Чувалкипово        | село            | ↘451      | Чувалкиповский сельсовет  |
| 100 | Чукраклы           | село            | ↘130      | Дурасовский сельсовет     |
| 101 | Шапаровка          | деревня         | ↗26       | Алкинский сельсовет       |
| 102 | Шингак-Куль        | село            | ↗3010     | Шингак-Кульский сельсовет |
| 103 | Ябалаклы           | село            | ↘277      | Шингак-Кульский сельсовет |
| 104 | Яшикей             | деревня         | ↘8        | Сафаровский сельсовет     |

## Экономика

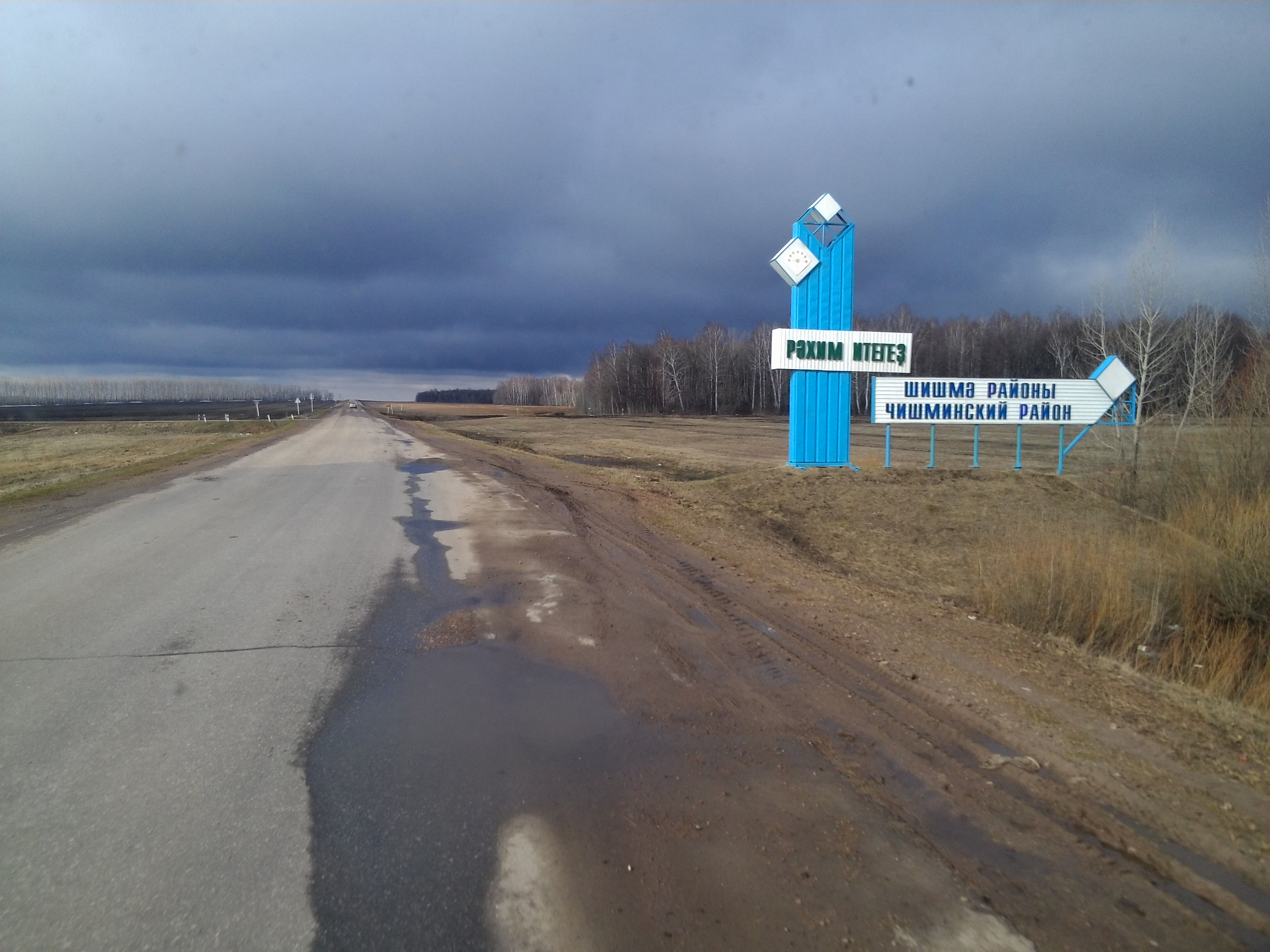
Въездная стела

Основное направление хозяйства района: скотоводческо-зерновое. Площадь сельскохозяйственных угодий 130,6 тыс. га, в том числе пашни — 101,5 тыс. га, сенокосов — 4,9 тыс. га, пастбищ — 23,9 тыс. га. Выращиваются сахарная свёкла, подсолнечник, зернобобовые. Разводится крупный рогатый скот, развито птицеводство. Промышленное производство представлено переработкой сельскохозяйственного сырья и нефтедобывающей промышленностью.

## Образование
Имеются 62 общеобразовательные школы, в том числе 22 средние, профессиональное училище, 34 массовых библиотеки, 58 клубных учреждений, 3 больницы. Издаётся газета на русском, татарском и башкирском языках «Родник» — «Чишмә» — «Дим буйы».

## Здравоохранение
В районе расположены центральная районная больница (310 коек), районная поликлиника (600 посещений в день), 2 участковые больницы и 42 фельдшерско-акушерских пункта.